# Bureau ambulant
Voir aussi l'article Ambulant postal

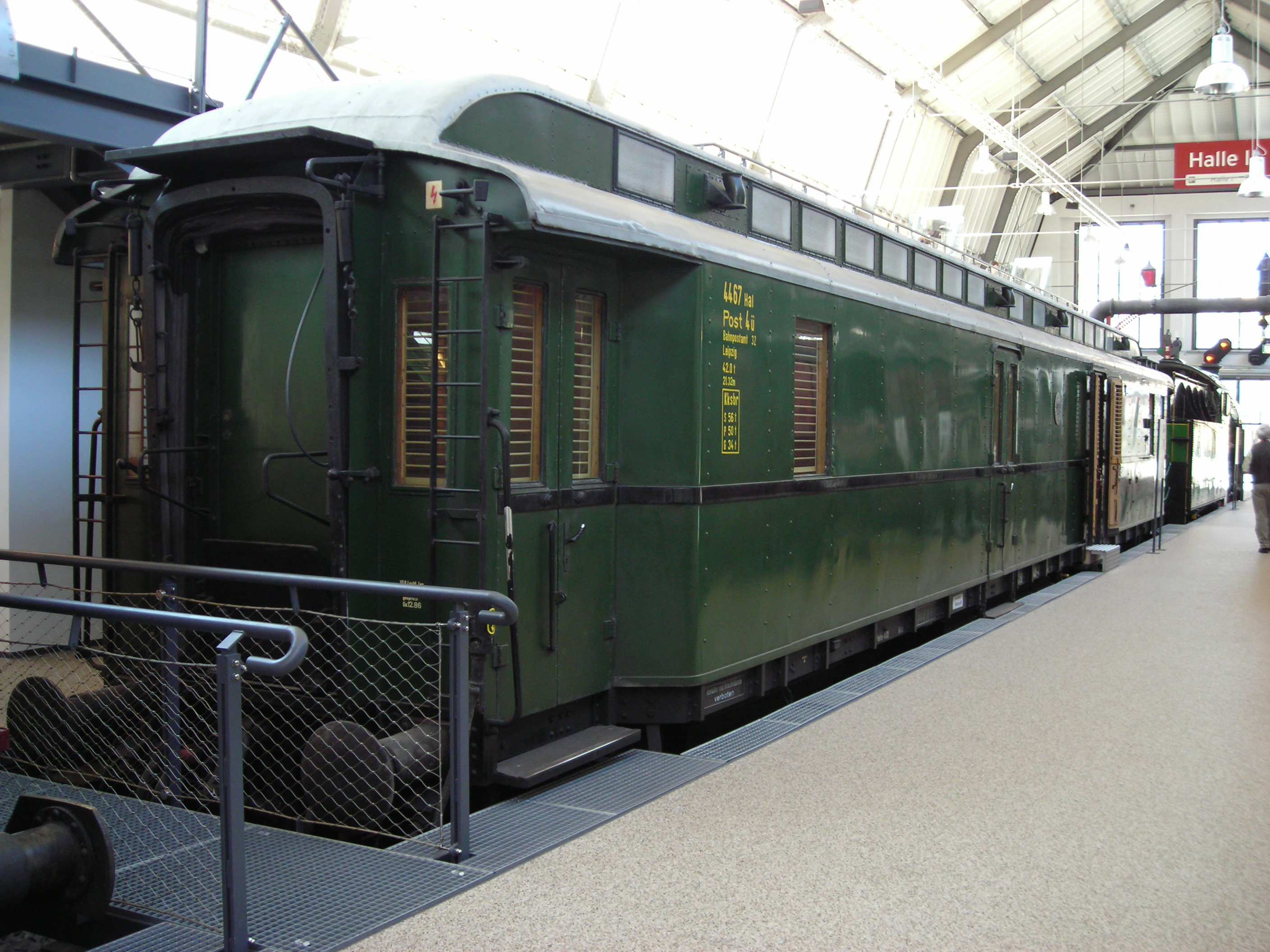
Bureau ambulant allemand.

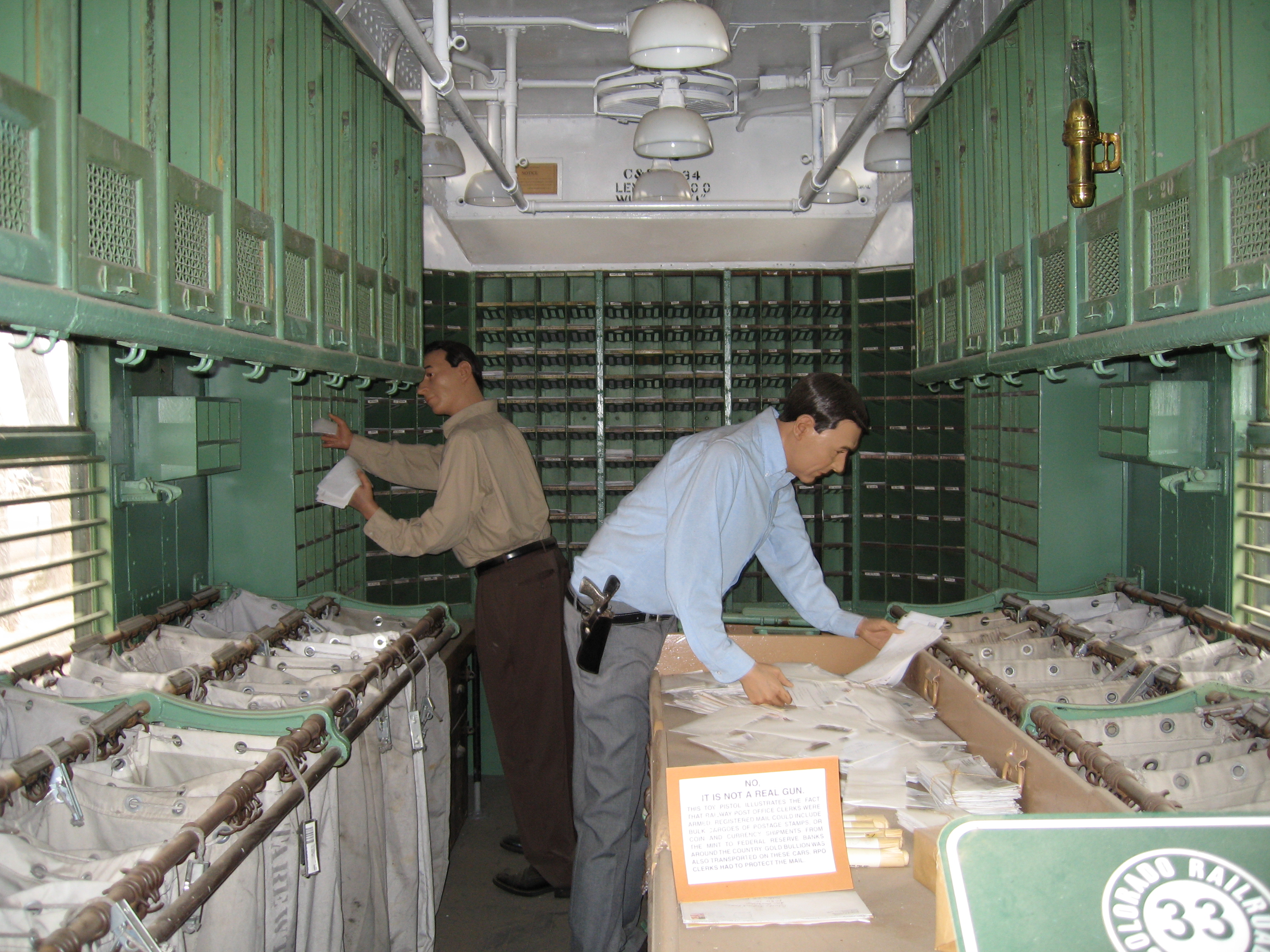
Intérieur d'un bureau ambulant aux États-Unis.

Un bureau ambulant est un fourgon postal où des employés effectuent le tri des dépêches pendant le trajet d'une gare à une autre. Officiellement, ce sont les P.A. (Poste Atelier) couramment appelés "ambulants".

## Description
Dès l'avènement du chemin de fer, l'idée de transporter le courrier pour accélérer l'acheminement de la correspondance naît très rapidement, dès 1838 en Angleterre. La France est réticente et le premier transport de dépêches n’apparaît que le 1er août 1842 sur la ligne de chemin de fer de Strasbourg à Bâle, à l’initiative de François Donat Blumstein, inspecteur des postes en Alsace. Puis des expériences sont tentées entre Paris et des bureaux de poste de l'Eure en 1843, entre Paris et Rouen en 1844. En 1847, à nouveau sur le chemin de fer Strasbourg-Bâle, sont mises en service des voitures pour le transport des dépêches entre Strasbourg et Mulhouse à raison d’une voiture par jour dans chaque sens. La construction des voitures est à la charge de la compagnie tandis que l’aménagement intérieur est à la charge de la Poste. Pour ce service, la compagnie reçoit 60 000 francs de la Poste.
Le premier bureau de poste ambulant, wagon spécialement construit pour le tri et le transport des dépêches, date du 1er août 1845 sur la ligne Paris-Rouen.
Finalement c'est toute la France qui sera quadrillée par des allèges postales puis des trains postaux pendant 150 ans afin de garantir le J+1 partout sur le territoire, la plupart des services fonctionnant la nuit.

Les ambulants disparaissent fin 1995 en raison de la mécanisation de plus en plus performante des centres de tri postaux.

## Liens externes

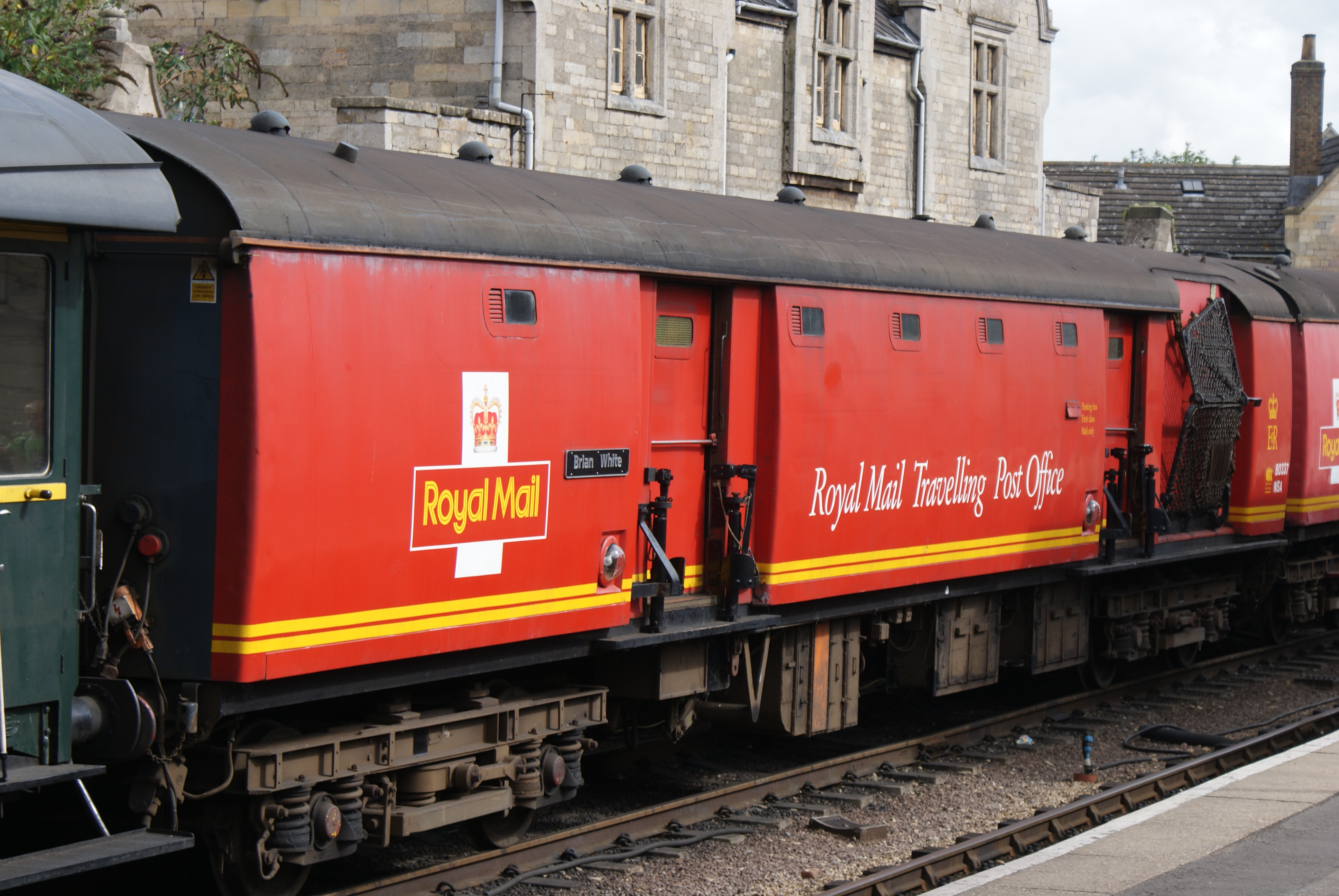
Fourgon postal des British Railways.
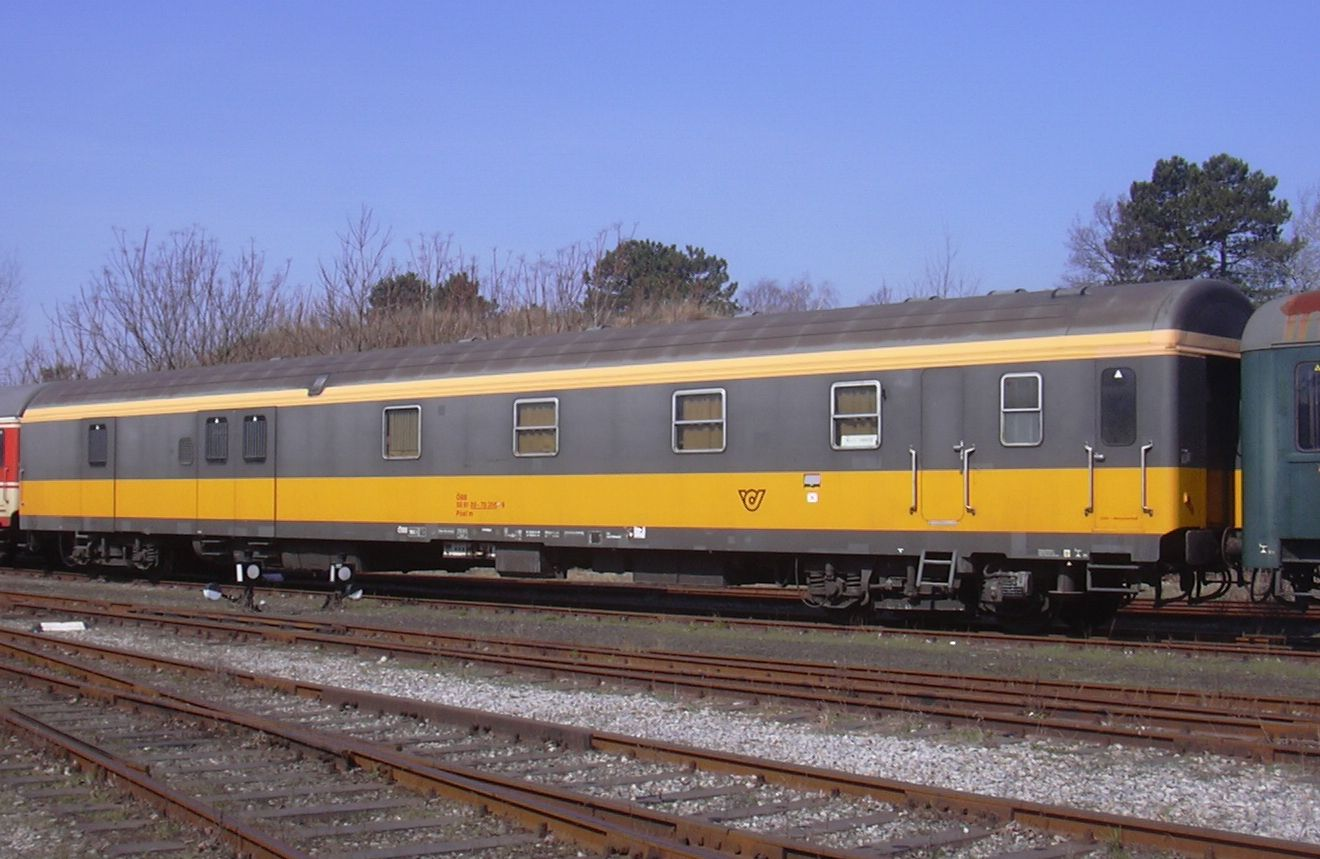
Fourgon postal des ÖBB.
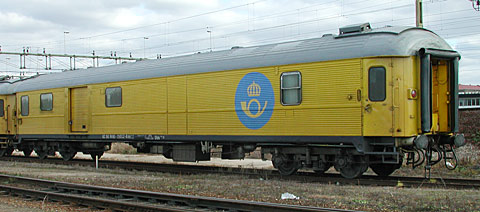
Fourgon postal suédois à Malmö.
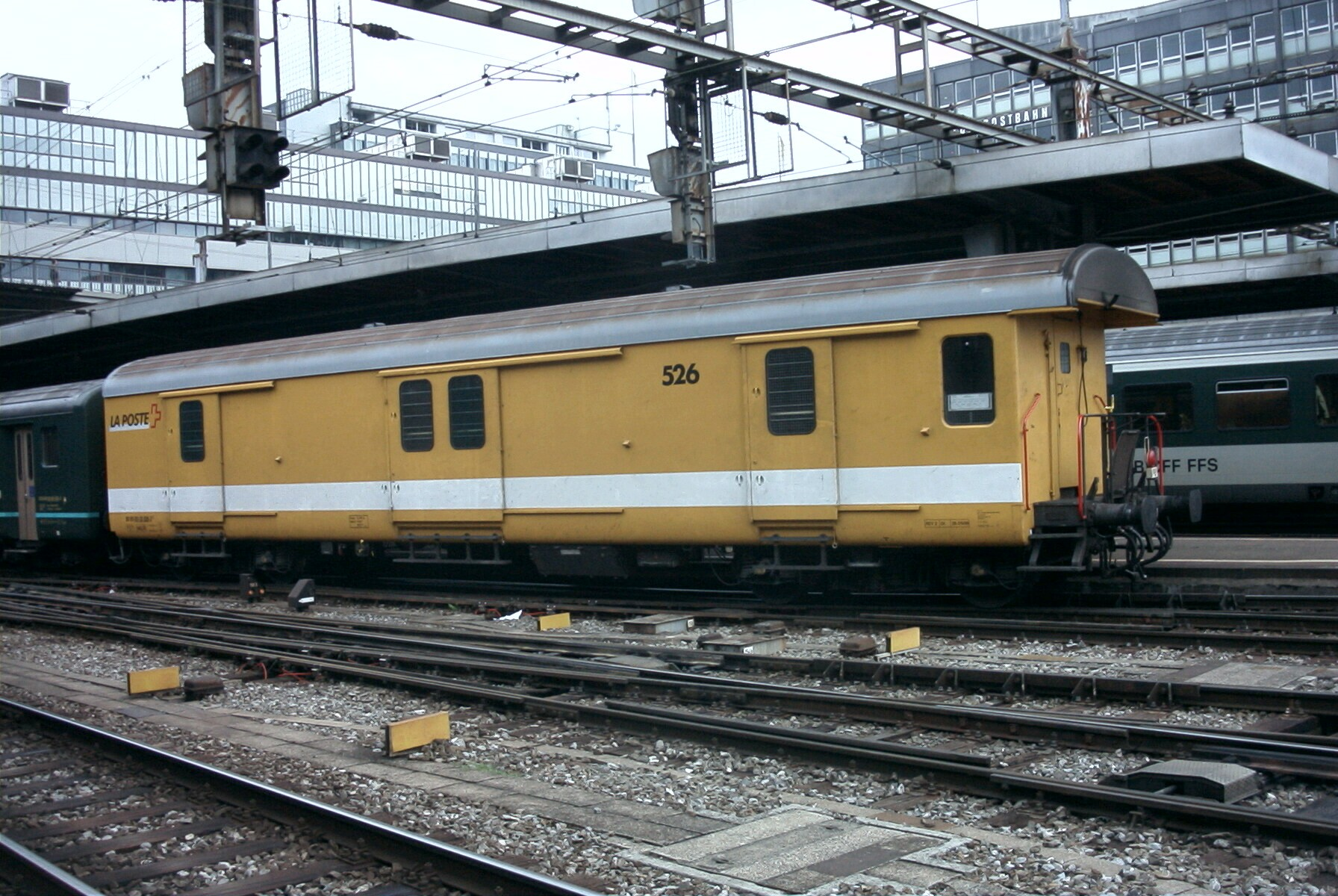
Wagon-poste suisse d'ambulant postal équipé d'un bureau ambulant